# Malte zu Putbus
Malte Ludolph Franz Eugen von und zu Putbus, geborener von Veltheim, (* 3. Januar 1889 in Halberstadt; † 10. Februar 1945 im KZ Sachsenhausen) war ein deutscher Großgrundbesitzer. Um sein Erbe, den ehemals fürstlich Putbus’schen Fideikommiss, wurde eine Restitutionsklage um den größten Rückgabeanspruch nach der Wende in der DDR geführt.

## Leben

### Kaiserreich und Erster Weltkrieg

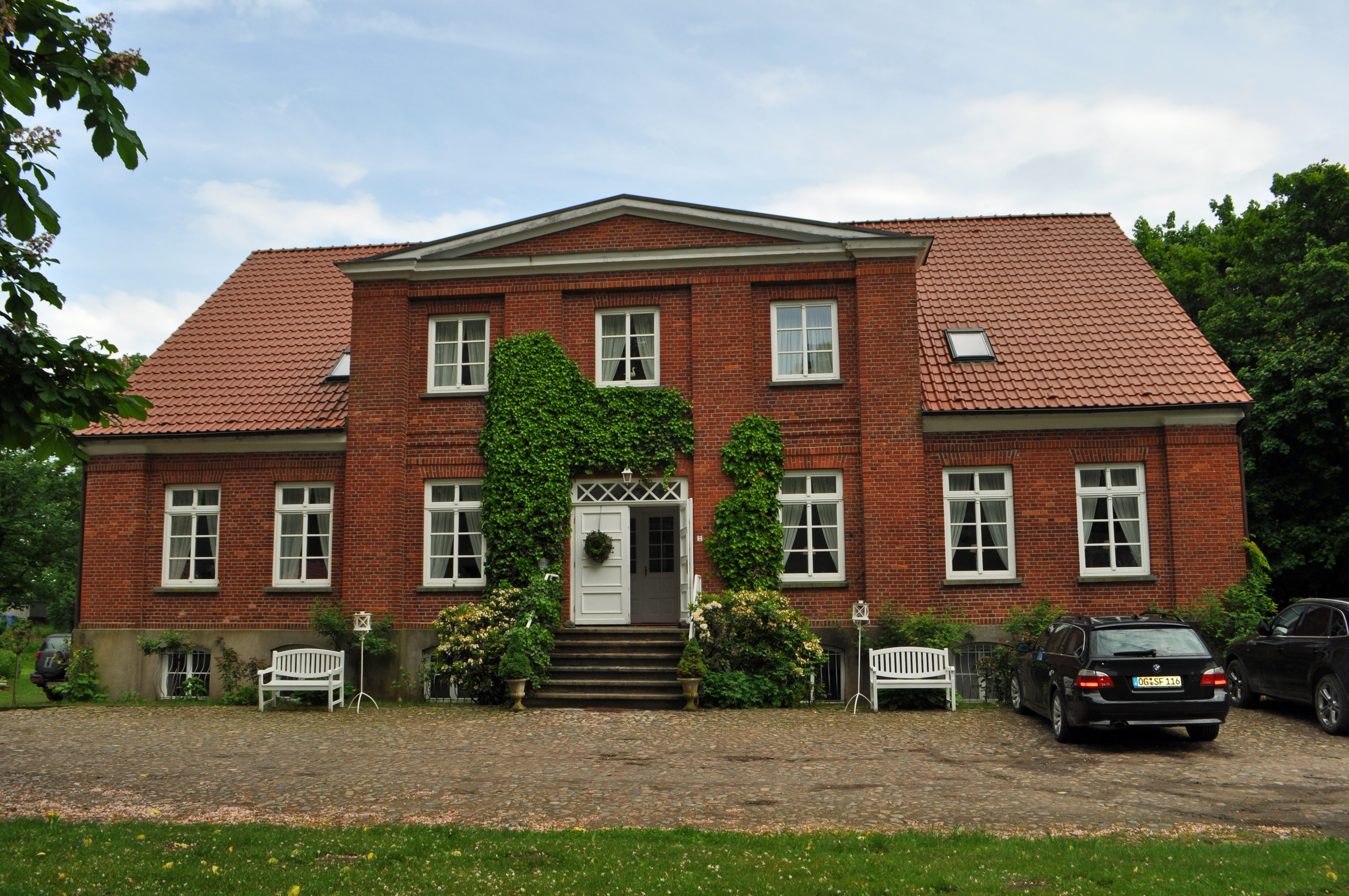
Das Gutshaus in Krimvitz (2013), Wohnsitz Maltes ab 1919

Malte von und zu Putbus war der Sohn von Viktoria (1861–1933), der dritten Tochter des Fürsten Wilhelm Malte II. zu Putbus, und ihres Ehemannes Ludolf Heinrich von Veltheim (1859–1944). Die Adelshäuser Putbus und Veltheim waren schon seit vier Generationen eheliche Verbindungen eingegangen.
Nachdem er seine Jugend in Pasewalk verbracht hatte, verließ er im Alter von 11 Jahren das Elternhaus, um eine Kadettenausbildung zu absolvieren. Während des Urlaubs weilte er häufig bei seinem Großvater Wilhelm Malte II. auf Rügen. 1909 trat er in das Kürassier-Regiment „Königin“ (Pommersches) Nr. 2 in Pasewalk ein, wurde 1911 zum Leutnant befördert und heiratete am 2. Oktober 1913 in Stettin Marie (Mira) von Ploetz (1889–1955) aus dem Hause Stuchow-Quilow. Aus dieser Ehe gingen sieben Kinder hervor.
Nach dem Ersten Weltkrieg war Malte zu Putbus Mitglied in einem Freikorps und bewirtschaftete das Gut Krimvitz bei Garz auf Rügen, das sich im Besitz des Putbuser Fürstenhauses befand. 1922 trat er zeitgleich mit Walther von Corswant und Ewald von Kleist-Schmenzin als Ehrenritter in die Pommersche Genossenschaft des Johanniterordens ein, respektive fand dort Aufnahme nach einer Probezeit als Anwärter. Er war ein begeisterter Turnierreiter und ging gern auf die Jagd. Zum 1. Februar 1932 trat er der NSDAP bei (Mitgliedsnummer 944.549). Er wurde Mitglied der Sturmabteilung und beteiligte sich am Aufbau eines SA-Reitersturms. Malte von Veltheim war mit dem NS-Reichsbauernführer Walther Darré befreundet, auch Hermann Göring war Gast im Schloss Putbus, wie bei weiteren Großgrundbesitzern in Ostelbien, insbesondere Brandenburg, Mecklenburg und Ostpreußen.
1930 hatte seine Tante Asta Eugenie, verheiratet mit Karl Wilhelm von Riepenhausen, geb. Gräfin von Wylich und Lottum zu Putbus, zweite Tochter des Fürsten Wilhelm Malte II., den Fideikommiss Putbus von ihrer älteren Schwester Marie Luise geerbt und sich seit dem 16. März 1930 in historischer Tradition Fürstin und Herrin zu Putbus genannt. Nach ihrem Tod 1934 trat er deren Erbe im Hause Putbus an und bezog mit seiner Familie das Schloss Putbus. Die Wintermonate verbrachte seine Familie weiterhin in Krimvitz. 1938 erteilte ihm das Reichsministerium des Innern die Genehmigung zur Führung des Namens „von und zu Putbus“, jedoch ohne den Fürstentitel, den er allerdings im gesellschaftlichen Verkehr führte. Die Wappenfusion des vereinigten von Veltheimschen und des Fürstliche Putbus`schen Wappens genehmigte am 14. August 1936 ein Beschluss der Abteilung für adelsrechtliche Fragen in Berlin.

### Konflikt mit dem nationalsozialistischen System

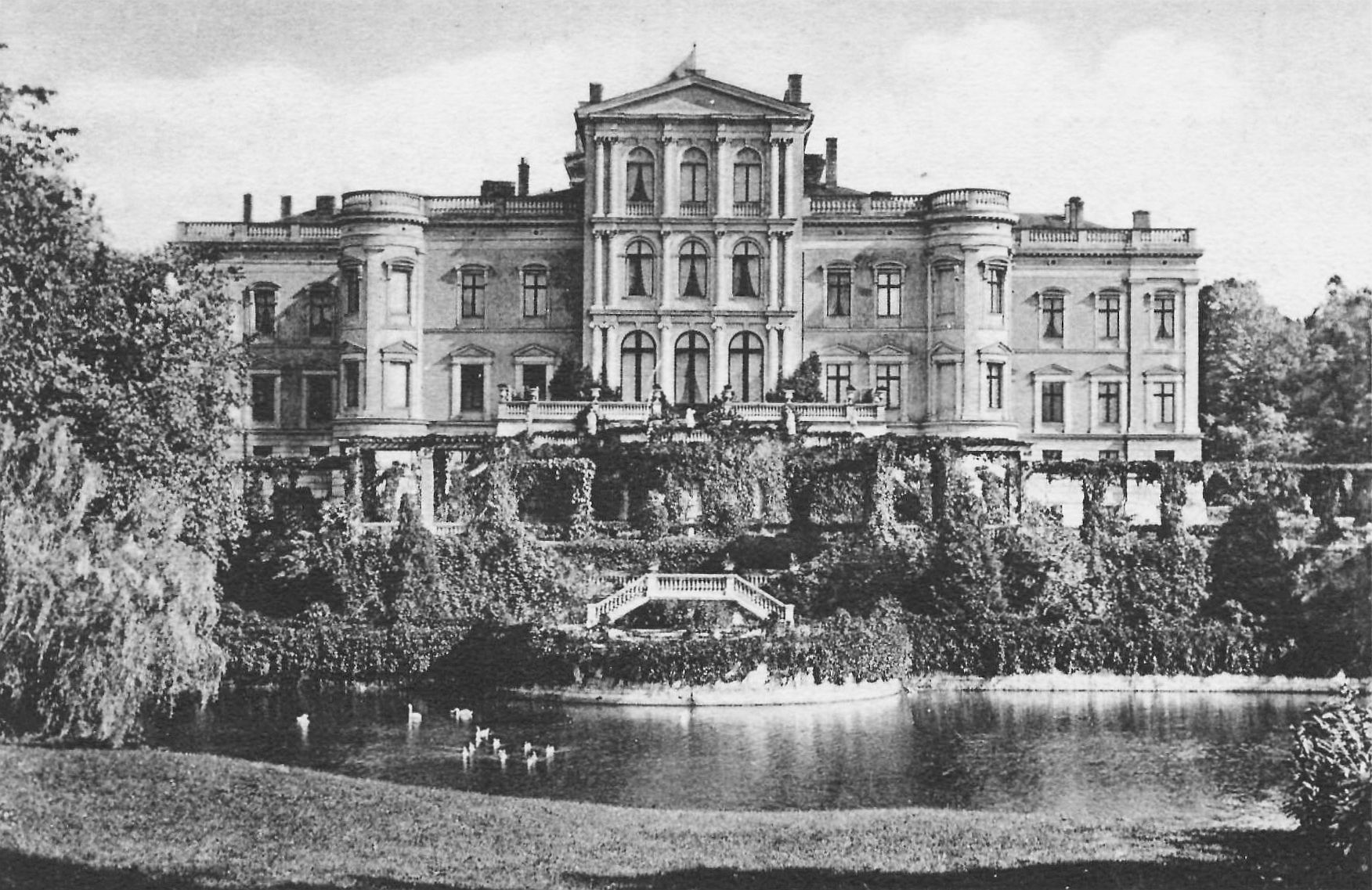
Schloss Putbus, Wohnsitz ab 1934

Am 30. Juli 1935 fand auf Einladung des Reichsleiters der NS-Organisation „Deutsche Arbeitsfront“ Robert Ley auf der Terrasse des Hotels „Fürstenhof“ in Sassnitz ein Treffen mit lokalen Parteigrößen, Politikern und Architekten statt. Ley fragte Malte zu Putbus, ob er bereit sei, der DAF einen sieben Kilometer langen Küstenstreifen auf der Schmalen Heide, zwischen Mukran und Binz, für die Errichtung des ersten KdF-Strandbades „Seebad Prora“ zur Verfügung zu stellen. Da Ley die große Bedeutung des Projektes darlegte und dessen Realisierung als dringenden Wunsch Hitlers darstellte, erklärte von Putbus sich bereit, das Land abzugeben. Die Vereinbarung wurde durch Handschlag besiegelt.
Als sich bei Malte zu Putbus der Eindruck verstärkte, dass ihm das Gelände unter moralischem Druck abgepresst worden war, begann sein Konflikt mit dem nationalsozialistischen System. Rasch zerstritt er sich mit den kleinen örtlichen Funktionären: „… das merke er sich, Fähnleinführer“, so protokollierte das Gaugericht Pommern der NSDAP seine Wortwahl. Er protestierte scharf gegen eine Anordnung auf der Grundlage des Erlasses Nr. 78/38 vom 2. Juli 1938 des Stellvertreters von Adolf Hitler, Rudolf Heß, nach der er aus dem Johanniterorden, den die Nationalsozialisten als Hort eines politischen und weltanschaulichen Reaktionsmus betrachteten, austreten sollte. Der Ortsgruppenleiter der NSDAP veranlasste, dass er für drei Tage in Schutzhaft genommen wurde und in Putbus Plakate angeschlagen wurden, die ihn als „Judenfreund“, „Saboteur Hitlers“ und „Landesverräter“ bezeichneten. Am Gründonnerstag 1938 wurde er aufgefordert, auf dem Marktplatz zu erscheinen, um vor versammelter SA-Mannschaft öffentlich degradiert zu werden. Er folgte dieser Aufforderung nicht, wurde aber von der Gestapo nach Stralsund zur Untersuchung überführt, wo „die Ungeheuerlichkeit der erhobenen Beschuldigung sich schließlich ja herausstellte.“ Seit 1939 kritisierte Malte zu Putbus die Judenverfolgung und pflegte Kontakte zu oppositionellen Offizieren. Einen Vorfall im März 1939 protokollierten die Parteirichter des Gaugerichts Pommern der NSDAP so: „Im Verlauf eines Gesprächs hat er zur Judenfrage Stellung genommen und in seiner Erregung geäußert, er könne die Juden verstehen, sie würden sich an Deutschland einmal rächen, sie hätten ihre Ehre und verteidigten sie. Es sei ungerecht, sie aus Deutschland zu verweisen, Gott werde Deutschland durch die Juden strafen.“
Sein umfangreicher Gutsbesitz auf der Insel Rügen ist dokumentiert im letztmals 1939 veröffentlichten Güteradressbuch für die Provinz Pommern. Beginnend mit kleineren Höfen in Altensien, Granitz-Hof, Rittergut Campe, Blieschow, Anteile bei Sagard und bei Lancken, Forst Granitz, den Rittergütern Groß Schoritz und Silvitz, Höfe bei Glowitz, bei Sellin, Bürgermeisterei Tangnitz, Saiser, Gut Dummertevitz mit Gobbin, Höfe Nistelitz, Polchow-Hof, Fürstlicher Forst Putbus, Sagard-Marlow, Burtevitz, Vilmnitz und Zirkow. Dort sowie in Lubkow waren anteilig Flächen für das Seebad Prora gestellt, zu jener Zeit Malte zu Putbus gehörend, teils noch als Malte von Veltheim Herr zu Putbus tituliert. Die kleineren Einheiten waren sämtlich verpachtet. 1940 ist Malte zu Putbus mit Frau und Kindern als Mitglied der Deutschen Adelsgenossenschaft, Landesabteilung Pommern, ausgewiesen.
Während des Zweiten Weltkriegs diente Malte zu Putbus als Stabsoffizier. 1942 schied er aus der Wehrmacht aus. Als er sich weigerte, an den nationalen Beflaggungstagen ausschließlich die Hakenkreuzfahne zu hissen, wurde er aus der NSDAP ausgeschlossen. Ein Verfahren vor dem Sondergericht Stettin nach dem Heimtückegesetz wurde nach einer Intervention des Reichsjustizministeriums mit einer Verwarnung eingestellt. Generaloberst Ludwig Beck, Generaloberst Friedrich Fromm und Generaloberst Kurt von Hammerstein-Equord, drei führende Offiziere des Widerstandes gegen den Nationalsozialismus, die seit dem Ersten Weltkrieg zu seinen Freunden gehörten, kamen häufig zur Jagd in die Granitz und übernachteten im Jagdschloss. Dort sollen sich die Offiziere über die Sinnlosigkeit des Krieges unterhalten haben, worüber Meldung gemacht wurde.
Bereits zweimal zuvor inhaftiert, wurde er am 21. Juli 1944, einen Tag nach dem Attentat auf Hitler, von der Gestapo erneut verhaftet, in den Gestapogefängnissen von Stralsund, Greifswald und im Zentralgefängnis in Stettin festgehalten und ins KZ Sachsenhausen gebracht. Im dortigen Krankenbau soll er nach einer Mitteilung des Lagerkommandanten an seine Ehefrau am 10. Februar 1945 an den Folgen einer Lungenentzündung gestorben sein. Nach Zeugenaussagen wurde er jedoch mit einer Spritze ermordet. Nach anderen Quellen wurde er erschossen. Nach dem Totenbuch des KZ hatte er die Häftlingsnummer 129476.
Ob Malte zu Putbus zum Umfeld der Widerstandskämpfer des 20. Juli gehörte oder sein Besitz beschlagnahmt wurde, ist nicht schriftlich belegt. Vor dem 8. Mai 1945 erfolgte keine amtliche Vermögenseinziehung. Auch eine formale Enteignung im Zuge der Bodenreform im Jahr 1945 scheint nicht stattgefunden zu haben.

## Rechtsstreit um die Rückerstattung der Güter auf Rügen

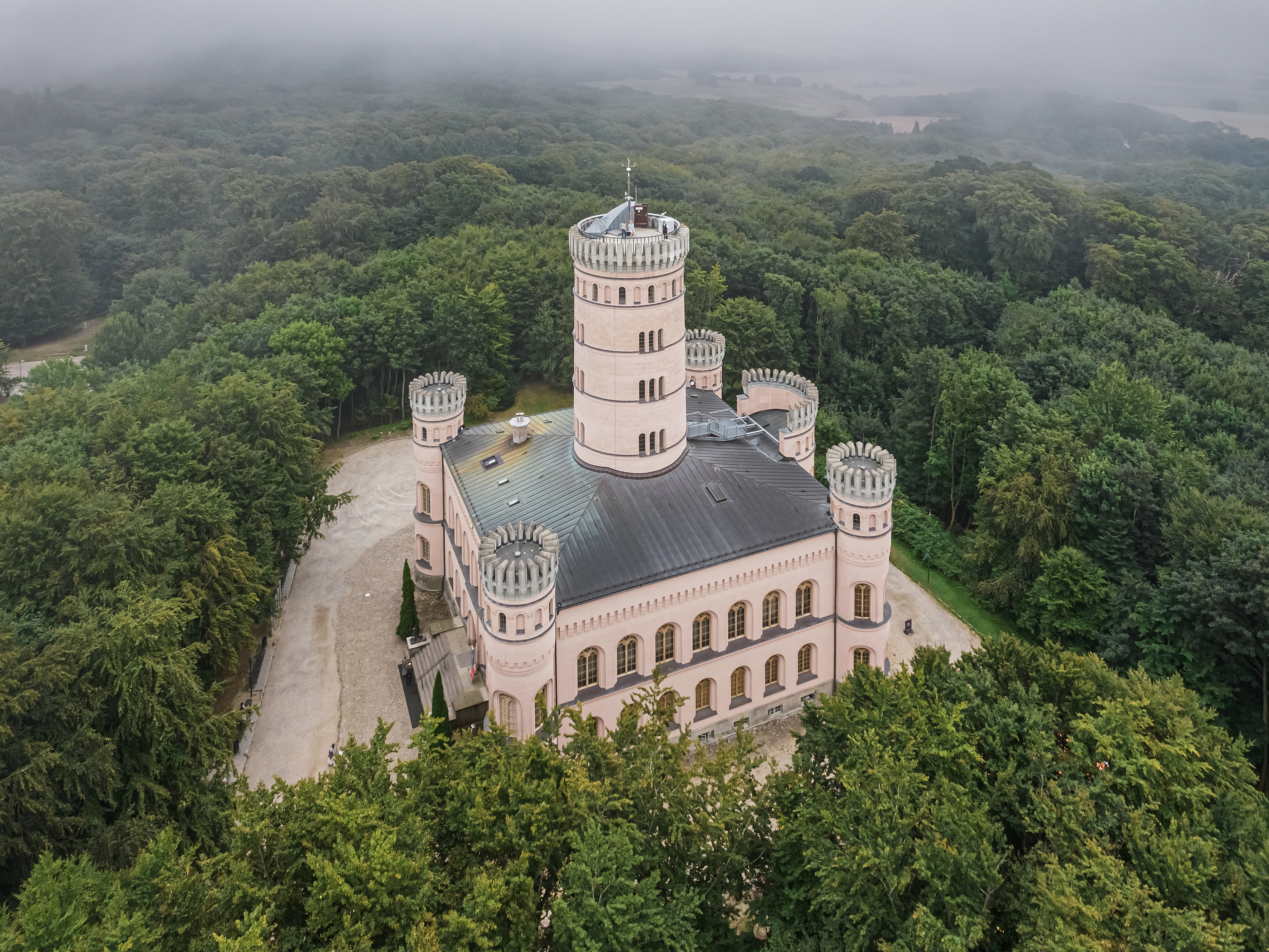
Jagdschloss Granitz war bis 1944 im Besitz der Familie zu Putbus

Sein Sohn, der Chemiekaufmann Franz von Putbus (* 28. Mai 1927; † 5. April 2004) erhob nach der Wiedervereinigung 1990 vor Gericht erfolglos Ansprüche auf die Rückerstattung der umfangreichen Liegenschaften, die rund ein Sechstel der Insel Rügen umfassten. Dazu gehörten 10.000 Hektar Ackerland und 5.000 Hektar Forsten, das Schloss Putbus und das Jagdschloss Granitz, 44 Güter und 152 Bauernhöfe, sieben gewerbliche Betriebe sowie mehrere Kreidebrüche und -schlämmereien. Das Landesamt zur Regelung offener Vermögensfragen hatte den Restitutionsanspruch schon 1994 abgelehnt, das Bundesverwaltungsgericht in Berlin ließ 1998 die Revision gegen zwei Urteile des Verwaltungsgerichts Greifswald auf Restitution nicht zu. Damit wurden die Urteile aus dem Jahr 1997 rechtskräftig (BVerwG 7 B 440.97 u. a.), die Klagen blieben erfolglos. Aus den Entscheidungen des Bundesverwaltungsgerichts ist zu entnehmen, dass das Vermögen im Zuge der Bodenreform in der Zeit von 1945 bis 1949 enteignet wurde. Eine Restitution wäre deshalb nur möglich gewesen, wenn es davor, schon vor dem 8. Mai 1945, verfolgungsbedingt enteignet worden wäre. Das war in den Gerichtsverfahren aber nicht nachzuweisen, denn die Güter waren vom NS-Regime zwar beschlagnahmt, bis 1945 jedoch formell noch nicht enteignet worden. Franz von Putbus, der sich seit 1951 inoffiziell Fürst zu Putbus nannte, kaufte jedoch ein Palais am Circus in Putbus und geringe Teile der Ländereien zurück, die nach seinem Tod 2004 sein Sohn Malte übernahm. Die Witwe von Franz, Michaela Fürstin zu Putbus, geb. Gräfin von Carmer, zog nach Rügen und übernahm die Verwaltung.